# Slánoll
Slánoll, second fils d'Ollom Fotla, est selon les légendes médiévales et la tradition pseudo historique irlandaise un Ard ri Erenn.

## Règne
Slánoll succède sur le trône à son frère aîné Fínnachta. La tradition relève qu'il n'y a pas eu de maladie pendant son règne (son nom est interprétable par le vieil irlandais (« slán », i.e: pleine santé; « oll », i.e: grand ample). Après un règne de 15 ans, ou de 16 ans, ou même 30 ans,. Il meurt dans son lit pour une raison inconnue à  Tara, il a comme successeur son frère cadet Géde Ollgothach.
Lorsque son corps est inhumé 40 ans plus tard par son fils Ailill, il ne présente aucun signe de décomposition. La chronologie de Geoffrey Keating Foras Feasa ar Éirinn lui assigne comme dates 895-880 av. J.-C. et les Annales des quatre maîtres 1257-1241 av. J.-C.
Sa succession sera assurée par son Géde Ollgothach  puis par son neveu  Fíachu Findoilches.

## Source
- (en) Cet article est partiellement ou en totalité issu de l’article de Wikipédia en anglais intitulé « Fínnachta » (voir la liste des auteurs), édition du 9 avril 2012.